# Melanormia
Melanormia is een monotypisch geslacht van schimmels uit de onderklasse Leotiomycetidae.  Het bevat alleen Melanormia velutina.